# Friedhöfe in Bellheim
Die Ortsgemeinde Bellheim in Rheinland-Pfalz besitzt zwei Friedhöfe, einen Waldfriedhof  an der Landesstraße L 540 zwischen Bellheim und Zeiskam und einen Friedhof innerhalb des Ortes.

## Waldfriedhof
Nach langen Planungen eröffnete die Gemeinde Bellheim am 14. Juli 2010 ihren Waldfriedhof. Im ersten Abschnitt wurden 50 Bäume für Waldbestattungen ausgewiesen. 2014 erfolgte die Ausweisung weiterer 50 Bäume.
Der Waldfriedhof Bellheim befindet sich an der Landstraße (L 540) zwischen Bellheim und Zeiskam und umfasst insgesamt etwa drei Hektar. Das Gelände bleibt nach wie vor Teil des natürlichen Waldes und ist für jedermann frei zugänglich. In dem Waldfriedhof wird die Asche der Verstorbenen in einer biologisch abbaubaren Urne im Wurzelbereich eines Baumes beigesetzt.

## Friedhof Bellheim
Überlieferungen zufolge wurde der Friedhof in der Ortslage bereits 1582 von den Kirchen eingerichtet. Seit 1686 ist die Einrichtung im Besitz der Gemeinde. Seither wurde der Friedhof mehrfach erweitert. Bei der letzten großen Erweiterung 1992 wurden drei neue Grabfelder mit 220 Grabstätten angelegt. Insgesamt umfasst der Friedhof eine Fläche von 1,9 Hektar, auf der sich etwa 1.700 Grabstellen befinden. Als Alternative zu den Urnenerdgrabstätten wurden 2009 vier Urnenstelen mit je vier Urnenkammern gebaut. Die Anlage besteht derzeit aus 24 Stelen. Der Friedhof ist von Ackerland, einzelnen Häusern, dem Bauhof Bellheim und Gelände der Brauerei Park & Bellheimer umgeben.
Auf dem Friedhof befinden sich mit der 1909 errichteten Kapelle sowie dem Friedhofskreuz aus dem 19. Jahrhundert zwei Kulturdenkmäler.

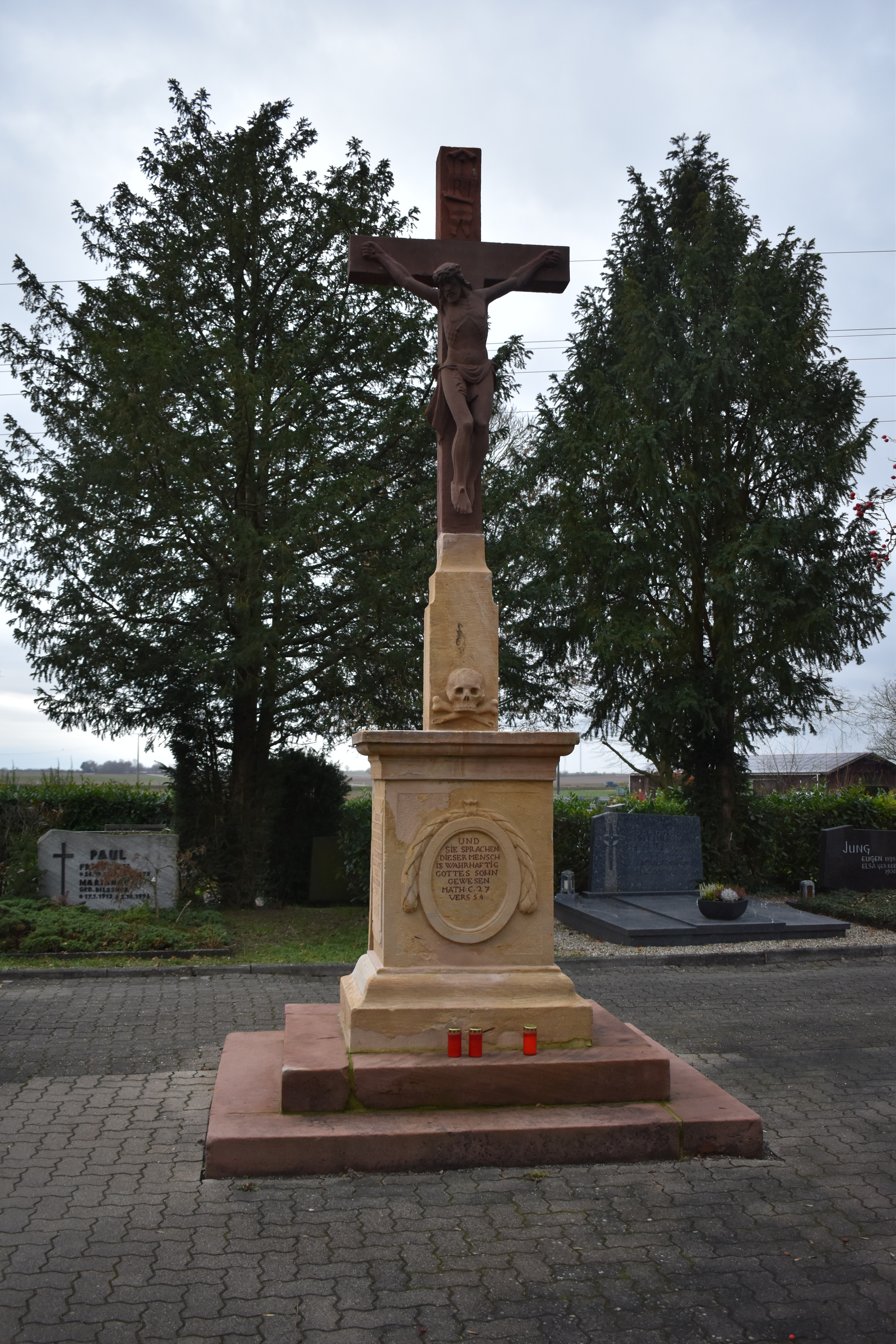
Friedhofskreuz
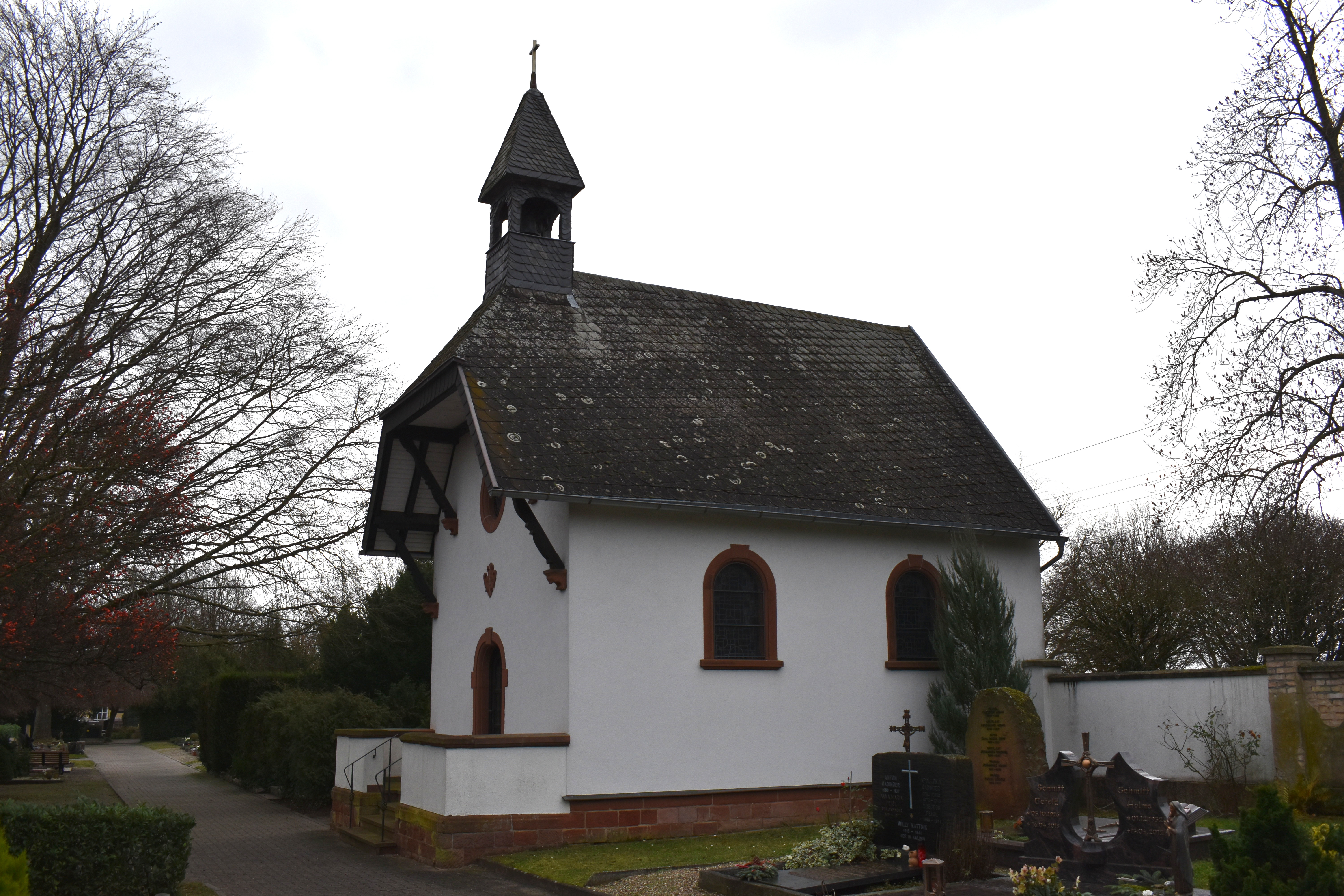
Friedhofskapelle
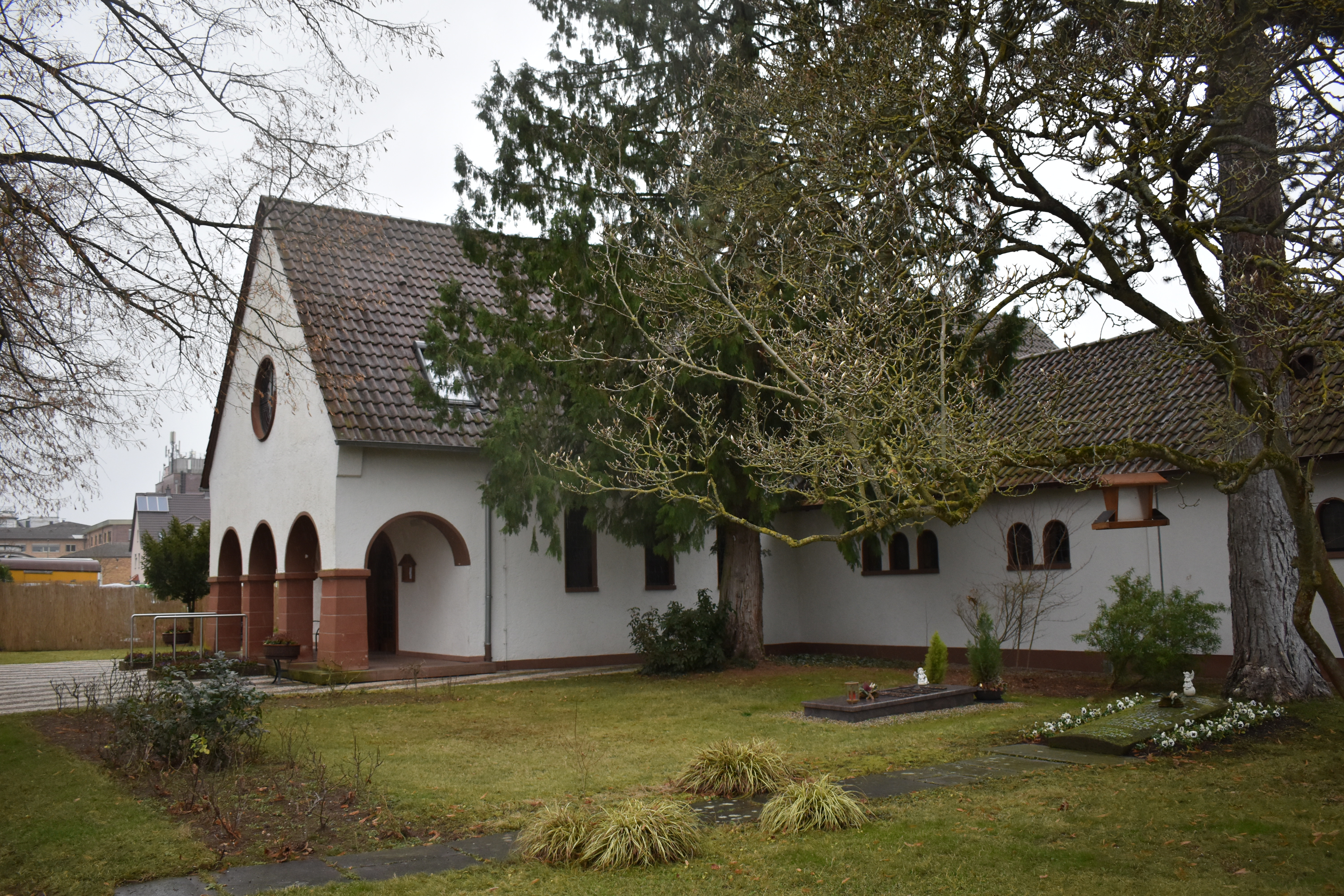
Trauerhalle

### Persönlichkeiten
Hier ruht:
- August Heinrich, bekannt als „Bellemer Heiner“
- Anton Lutz
- Kurt Adam, Bürgermeister (1929 – 2021)

- Vier Brüder, gefallen im Zweiten Weltkrieg
  - Albert Becki
  - Hans Becki
  - Hugo Becki
  - Karl Becki[3]